# Стрілиця звичайна
{{#ifeq:0|0|{{#if:|{{#if:Sagittariasagittifolia|[[]}}|}}}}
Стріли́ця звича́йна, Стрілоли́ст звича́йний (Sagittaria sagittifolia L.) — багаторічна рослина роду стрілиця (Sagittaria) родини частухових (Alismataceae).
Стрілиця звичайна — єдиний вид стрілиць, який росте в Україні. Народні назви: козли, копійник, стріла водяна, стрілиця, ушенища, човник.

## Морфологічна характеристика
Наукова назва стрілолиста: сагіттарія сагіттіфолія (Sagittaria sagittifolia); від латинських слів «Сагітта» (sagitta) — «стріла» і «фоліум» (folium) — «лист».
Стрілиця звичайна — трав'яниста рослина, яка росте у воді завглибшки 10-50 см.

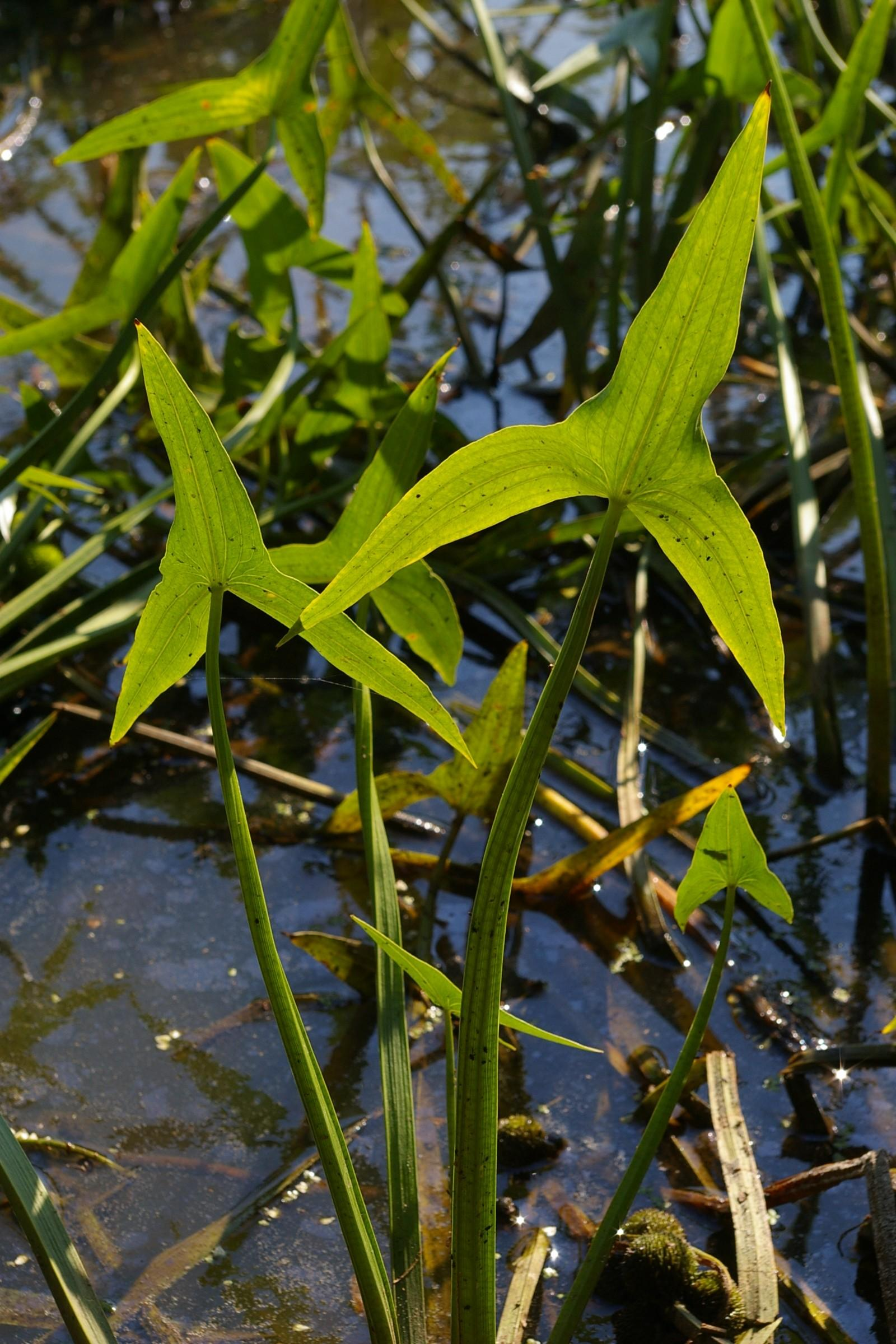
Листя стрілиці звичайної

Листя його, як стріли, стирчать з води. На стеблі — суцвіття білих квіток, розташованих мутовками по три квіточки. Верхні квітки тичинкові, нижні — маточкові. Кожна квітка має шість пелюсток, але здається, що їх три. У верхніх квіток лілові тичинки.
Листя понад водою має стрільчату форму, листки — 15-25 см завдовжки і 10-22 см завширшки, на довгому стеблі, яке вивищується до 45 см над водною поверхнею. В рослини є також занурене у воду листя — вузьке колове, до 80 см завдовжки і завширшки у 2 см.
Під водою у стрілолиста листя стрічкоподібні, м'які, під землею — кореневища, на кінцях яких утворюються бульби величиною з горіх. У них міститься 35 відсотків крохмалю. Бульби стрілолиста в півтора рази менше водянисті, ніж картопля. У них в п'ять разів більше білків, ніж у картопляних бульбах. Свіжі бульби стрілолиста мають смак сирих горіхів, у вареному вигляді нагадують горох, а печені — зовсім як картопля. Бульби та кореневища стрілолиста, як і картоплі, прекрасно печуться в золі вогнища.
Квітки — 2-2,5 см в діаметрі, з трьома невеликими чашолистиками і трьома пелюстками білого кольору та численними бордовими тичинками.
Знизу суцвіття з маточкових квіток утворюються плоди — зелені кульки, вкриті кількома шипами.

## Поширення і використання

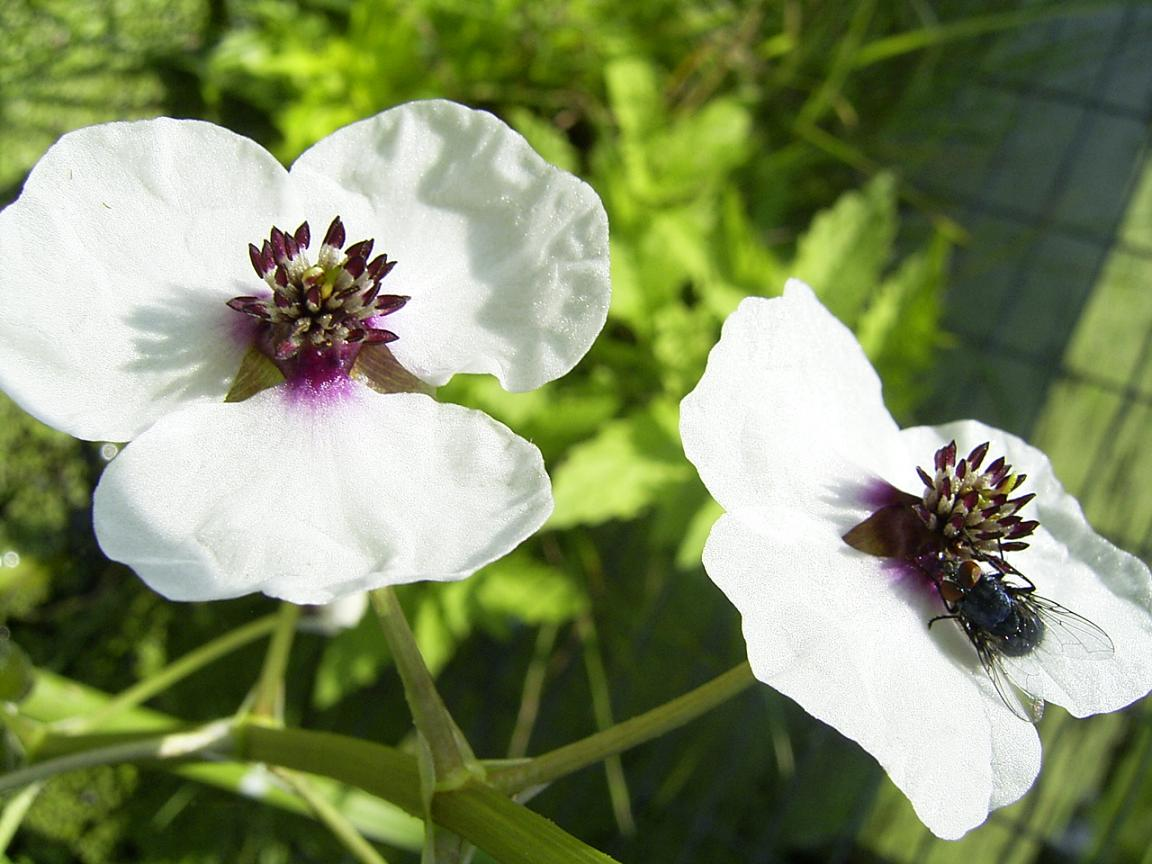
Квітка стрілолиста звичайного

Стрілиця звичайна росте в стоячих і повільно текучих водах, при берегах, на заболочених луках по всій Україні.
Кореневища багаті на крохмаль, з бульбуватим потовщенням, їстівні для водоплавних птахів.
Багато племен північноамериканських індіанців — ірокези, далавари і інші — з незапам'ятних часів вживали в їжу бульби і кореневища стрілолиста. У Північній Америці він так і називається: «біла картопля індіанців».
У Китаї з круглих кореневищ стрілиці звичайної готують спеціальну страву на Китайський Новий рік.
У Китаї стрілолист культивують як овочеву рослину. Землю під водою, де росте стрілолист, удобрюють і розпушують. Від цього бульби робляться більші і число їх збільшується. З однієї рослини китайці збирають по десять — п'ятнадцять бульб вагою до 14 грамів кожна. Бульби китайці варять, нарізують кружальцями, нанизують на мотузки і вішають сушити, як гриби. Висушені бульби мелють. Борошно вживають як крохмаль для киселю. Бульби стрілолиста давно вживають у Франції як вишукану страву.